# Liparis esquirolii
Liparis esquirolii är en orkidéart som beskrevs av Rudolf Schlechter. Liparis esquirolii ingår i släktet gulyxnen, och familjen orkidéer. Inga underarter finns listade i Catalogue of Life.